# Kaja Korošec
Kaja Korošec (Slovenska Bistrica, 17 november 2001) is een Sloveens voetbalspeelster. Ze speelt als middenvelder voor Paris FC in de Division 1.

## Clubcarrière
Korošec begon haar profcarrière bij ŽNK Pomurje. Voor deze club debuteerde ze in het seizoen 2017/18, en kwam ze vier wedstrijden in actie. Op 21 oktober 2018 maakte ze haar eerste competitiedoelpunt voor de club in een 15-1 overwinning op Ajdovščina. In het seizoen 2018/19 werd Korošec voor het eerst landskampioen en won ze de dubbel door ook de Sloveense beker te winnen. Korošec maakte acht doelpunten in 21 optredens en droeg daarmee bij aan het succes van de club.
In augustus 2019 debuteerde Korošec in de kwalificatiereeks voor de Champions League 2019/20 in een wedstrijd tegen Cardiff Met. Op 18 november 2020 maakte ze ee hattrick in een Champions League kwalificatiewedstrijd tegen Hongaars kampioen Ferencváros en hielp ze haar ploeg aan het behalen van de volgende ronde.
In het seizoen 2022/23 onderging Pomurje een naamswijziging naar ŽNK Mura, waarvoor ze 25 doelpunten in twintig wedstrijden maakte. Voorafgaand aan het daaropvolgende seizoen maakte Korošec de overstap naar het Franse Paris FC. Ze maakte haar debuut voor de club uit de Franse hoofdstad in een met 4-0 gewonnen wedstrijd tegen Lille OSC op 16 september 2023. Tegen diezelfde tegenstander wist Korošec haar eerste doelpunt voor Paris FC te maken. Op 3 mei 2025 won Korošec met Paris FC de Coupe de France door stadsgenoot Paris Saint-Germain na penalty's te verslaan.
Op 13 augustus 2025 verlengde Korošec haar contract bij Paris FC tot medio 2028.

## Statistieken
| Seizoen | Club     | Land      | Competitie | Wedstrijden | Doelpunten |
| ------- | -------- | --------- | ---------- | ----------- | ---------- |
| 2023/24 | Paris FC | Frankrijk | Division 1 | 20          | 2          |
| 2024/25 | Paris FC | Frankrijk | Division 1 | 21          | 2          |
| 2025/26 | Paris FC | Frankrijk | Division 1 | 0           | 0          |
| Totaal  | Totaal   | Totaal    | Totaal     | 41          | 4          |

Laatste update: 12 augustus 2025

## Interlandcarrière
Korošec werd voor het eerst opgeroepen voor het Sloveense nationale team tijdens de kwalificatiereeks voor het WK 2019. Ze maakte haar interlanddebuut in november 2017 in een 5-0 overwinning op Faeröer Eilanden, kort na haar zestiende verjaardag.
Op 4 oktober 2019 maakte Korošec in een 4-2 nederlaag tegen Nederland tijdens de kwalificatiereeks voor het EK 2022 haar eerste interlanddoelpunt.